# Pseudopanurgus albitarsis
Pseudopanurgus albitarsis är en biart som först beskrevs av Cresson 1872.  Pseudopanurgus albitarsis ingår i släktet Pseudopanurgus och familjen grävbin. Inga underarter finns listade i Catalogue of Life.